# Wilhelm Ackermann

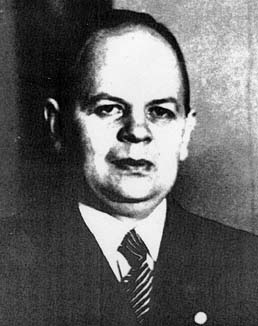
Wilhelm Ackermann

Wilhelm Ackermann (Schönebecke, 29 maart 1896 — Lüdenscheid, 24 december 1962) was een Duitse wiskundige die vooral bekend is vanwege de Ackermannfunctie die naar hem vernoemd is.
Ackermann werd geboren op 29 maart 1896 in Schönebecke (in het toenmalige district Altena, nu een deel van gemeente Herscheid), Duitsland, en ontving zijn doctorstitel in 1925 met het proefschrift Begründung des „tertium datur“ mittels der Hilbertschen Theorie der Widerspruchsfreiheit, die een consistentiebewijs van rekenkunde zonder inductie bevatte. Vanaf 1929 tot 1948 onderwees hij op de hogeschool van Arnoldinum in Burgsteinfurt, en daarna tot 1961 in Lüdenscheid. Hij was ook een lid van de Akademie der Wissenschaften in Göttingen, en was een erehoogleraar aan de Universiteit van Münster (Westfalen).
Ackermann schreef samen met David Hilbert het werk Grundzüge der Theoretischen Logik (Grondbeginselen van de Theoretische Logica), over het Entscheidungsproblem. Tevens schreef hij consistentiebewijzen voor verzamelingenleer (1937), volledige rekenkunde (1940), type-vrije logica (1952) en een nieuwe axiomatisering van verzamelingenleer (1956). Hij schreef het boek Solvable cases of the decision problem (1954).